# Urgleptes obscurellus
Urgleptes obscurellus es una especie de escarabajo longicornio del género Urgleptes, tribu Acanthocinini, subfamilia Lamiinae. Fue descrita científicamente por Bates en 1863.

## Descripción
Mide 4,77 milímetros de longitud.

## Distribución
Se distribuye por Brasil.